# Will Fries
William Connor „Will“ Fries (geboren am 4. April 1998 in Staten Island, New York City) ist ein US-amerikanischer American-Football-Spieler auf der Position des Guards. Er spielte College Football für die Pennsylvania State University und wurde im NFL Draft 2021 von den Indianapolis Colts ausgewählt. Seit 2025 spielt Fries für die Minnesota Vikings.

## College
Fries besuchte die Highschool in Cranford, New Jersey. Dort spielte er neben Football auch Basketball und war als Diskuswerfer und Kugelstoßer aktiv. Ab 2016 ging er auf die Pennsylvania State University, um College Football für die Penn State Nittany Lions zu spielen. Dort absolvierte er zunächst ein Redshirtjahr, bevor er in der Saison 2017 zum Stammspieler avancierte. In vier Jahren für Penn State bestritt Fries 48 Spiele, davon 42 als Starter. Dabei wurde er auf verschiedenen Positionen eingesetzt – vorwiegend als Right Tackle, vor allem in seiner letzten Saison am College 2020 auch als Guard.

## NFL
Fries wurde im NFL Draft 2021 in der siebten Runde an 248. Stelle von den Indianapolis Colts ausgewählt. Als Rookie kam er in einer Rolle als Ersatzspieler nur bei 22 Spielzügen zum Einsatz. Auch in seine zweite NFL-Saison ging Fries ohne eine größere Rolle einzunehmen. Am vierten Spieltag stand er als Right Guard erstmals in der Startaufstellung der Colts und ersetzte auf dieser Position Danny Pinter. In den folgenden Spielen war Fries wieder Ersatzspieler, bis er ab dem 9. Spieltag dauerhaft die Position des Right Guards übernahm und den Rest der Saison in der Startaufstellung der Colts stand. In die Spielzeit 2023 ging er als Stammspieler. Die Saison 2024 endete für Fries bereits am fünften Spieltag vorzeitig, als er sich beim Spiel gegen die Jacksonville Jaguars das rechte Schienbein brach.
Im März 2025 unterschrieb Fries einen Fünfjahresvertrag im Wert von 88 Millionen US-Dollar bei den Minnesota Vikings.